# Rio Coacăz
O Rio Coacăz é um rio da Romênia, afluente do Ilva, localizado no distrito de Mureş.